# Список экорегионов Мавритании
Ниже приводится список экорегионов в Мавритании, согласно Всемирному Фонду дикой природы (ВФП).

## Наземные экорегионы
по основным типам местообитаний

### Тропические и субтропические луга, саванны и кустарники
- Сахель
- Западные Суданские саванны

### Затопляемые луга и саванны
- Солончаки Сахары

### Пустыни и засухоустойчивые кустарники
- Пустыня Атлантического побережья
- Степи и редколесья Северной Сахары
- Пустыня Сахара
- Степи и редколесья Южной Сахары
- Горные редколесья Западной Сахары

## Пресноводные экорегионы
по биорегиону
- Сухой Сахель
- Водосбор Сенегал-Гамбии
- Временный Магриб

## Морские экорегионы
- Сахельский апвеллинг